# Proechimys
Проехімис (Proechimys)  — рід гризунів родини щетинцевих. Зазвичай ці гризуни населяють ліси, часто поблизу берегів та водойм. Іноді заходять у людське житло, але, в цілому, живуть у норах у землі, під корінням дерев, і серед скель. Вони здатні вилазити на дерева, але рідко це роблять.

## Етимологія
грец. Pro — «колись», у цьому випадку префікс Pro використовується для опису ранішого, предка Echimys. лат. Echi — «шипи», слово, яке походить від грец. ekhinos — «їжак», грец. mys — родовий відмінок від myos — миші, отже, Echimys — «миша-їжак».

## Морфологія
Морфометрія. Довжина голови й тіла: 160—300 мм довжина хвоста: 109—320 мм, найбільший вид у роді, Proechimys semispinosus важить понад 500 грамів.
Опис. Хутро з колючками, але не в такій великій мірі як для інших родів родини Echimyidae. Загальне забарвлення верхньої частини тіла оранжево-коричневе, червонувато-коричневе або світло-руде змішане з чорним; нижня частина тіла зазвичай білувата. Тонко вкритий волоссям хвіст коричневий зверху і білий знизу. Хвіст часто відсутній через аутотомію (відкидання кінцівки або іншої частини тіла (напр. хвіст у деяких ящірок або кіготь омара), особливо, коли організм отримує травму або під загрозою) — він легко переломлюється на п'ятому хвостовому хребці й не відновлюється; цей процес, ймовірно, служить засобом порятунку від хижаків, що вхопились за хвіст. Самки мають одну пахову і дві бічні грудні пари молочних залоз.

## Поведінка
Вони ведуть нічний спосіб життя, залишаючи свої лігва увечері й харчуючись на лісовому ґрунті. Їдять багато видів рослинного матеріалу. У неволі їдять фрукти, кукурудзу, кокосові горіхи, крупи, картоплю і капусту. Proechimys semispinosus, як відомо, зберігають продукти харчування в нірці.
Область патрулювання невелика, 0,5—1,5 га, у самців більша ніж у самок і під час сухого сезону ця область може сильно збільшуватись.

## Систематика
Систематика Proechimys нестійка і цей список може бути легко змінений у результаті подальшого розслідування або різних таксономічних інтерпретацій.
Рід Proechimys
1. Вид Proechimys brevicauda
2. Вид Proechimys canicollis
3. Вид Proechimys chrysaeolus (у т. ч. Proechimys magdalenae)
4. Вид Proechimys cuvieri
5. Вид Proechimys decumanus
6. Вид Proechimys echinothrix
7. Вид Proechimys gardneri
8. Вид Proechimys goeldii
9. Вид Proechimys guairae (у т. ч. Proechimys poliopus)
10. Вид Proechimys guyannensis
11. Вид Proechimys hoplomyoides
12. Вид Proechimys kulinae
13. Вид Proechimys longicaudatus
14. Вид Proechimys mincae
15. Вид Proechimys oconnelli
16. Вид Proechimys pattoni
17. Вид Proechimys quadruplicatus
18. Вид Proechimys roberti
19. Вид Proechimys semispinosus
20. Вид Proechimys simonsi
21. Вид Proechimys steerei
22. Вид Proechimys trinitatus (у т. ч. Proechimys urichi)